# Oliver Hörner
Oliver Hörner (* 24. April 1967 in Krefeld) ist ein deutscher Schauspieler.

## Leben
Der Sohn eines Schauspielerehepaares sammelte im Alter von 14 Jahren bereits erste Filmerfahrungen durch diverse Regieassistenzen bzw. Hospitanzen während der Schulferien. Drei Jahre später wirkte er erstmals als Darsteller an den Hamburger Kammerspielen mit, gefolgt von einer Schauspielausbildung an der Neue Münchner Schauspielschule bei Ali Wunsch-König.
Von 1987 wirkte Hörner bei verschiedenen Theaterproduktionen mit, unter anderen an der Komödie am Kurfürstendamm, an der Komödie Frankfurt und am Ernst Deutsch Theater. Parallel zu seiner Bühnentätigkeit ist er auch bei Film- und Fernseharbeiten tätig. Seine bekannteste Rolle ist die des Bordmechanikers Hauptfeldwebel (später Stabsfeldwebel) Jan Wollcke in der Fernsehserie Die Rettungsflieger. 2001 spielte er in der Rosamunde-Pilcher-Verfilmung Blumen im Regen die Rolle des jungen John Shiplay. Seit 2019 moderiert er regelmäßig das Reiseformat VIP Trip, das auf verschiedenen Medien präsentiert wird.
Oliver Hörner lebt mit seiner Frau und den zwei gemeinsamen Kindern in Schwarzenbek (Kreis Herzogtum Lauenburg) bei Hamburg.

## Filmografie (Auswahl)
- 1989: Burg Wutzenstein
- 1990/2010: Der Landarzt (TV-Serie)
- 1991: Telekolleg
- 1992: Leonie Löwenherz
- 1993: Kirke
- 1997: Alphateam (TV-Serie)
- 1998: Die Standclique
- 1998–2007: Die Rettungsflieger (TV-Serie)
- 2001: Rosamunde Pilcher: Blumen im Regen (TV-Serie)
- 2003: Stubbe – Von Fall zu Fall: Opfer im Zwielicht
- 2006: Neues aus Büttenwarder: Geldregen (TV-Serie)
- 2007: Stubbe – Von Fall zu Fall (1 Episode)
- 2009: Da kommt Kalle
- 2009: Urlaub mit Papa
- 2009: Notruf Hafenkante: Wo ist Mama? (TV-Serie)
- 2010: Polizeiruf 110 – Blutiges Geld (TV-Reihe)
- 2011: Die Pfefferkörner: Käufliche Intelligenz (TV-Serie)
- 2013: Dora Heldt: Ausgeliebt
- 2019: Großstadtrevier – Im Zweifel (Fernsehserie)
- 2020: Liebe verjährt nicht
- 2020: Die Küstenpiloten (Fernsehserie)

## Theater (Auswahl)
- 1987–1992: Hamburger Kammerspiele, Komödie am Kurfürstendamm und Burgfestspiele Jagsthausen
- 1992–1993: Komödie Winterhuder Fährhaus und Komödie Max II München
- 1993–1997: Diverse Tourneetheater und mehrere Engagements am Ernst Deutsch Theater in Hamburg
- 2011: Störtebeker-Festspiele in Störtebekers Gold „Der Schatz der Templer“ als John